# Oligodon woodmasoni
Oligodon woodmasoni är en ormart som beskrevs av Sclater 1891. Oligodon woodmasoni ingår i släktet Oligodon och familjen snokar. Inga underarter finns listade i Catalogue of Life.
Arten förekommer på Nikobarerna som tillhör Indien. Honor lägger ägg.